# Pintadas
Pintadas é um município brasileiro do estado da Bahia. Desmembrou-se do município de Ipirá e conquistou sua emancipação por meio da Lei Estadual nº 4.450, em 9 de maio de 1985. Segundo estimativas do Instituto Brasileiro de Geografia e Estatística (IBGE) sua população em 2024 é de 10.656 habitantes.
Integra o Território de Identidade Bacia do Jacuípe, na regionalização atual do estado da Bahia, e também a Região Geográfica Imediata de Feira de Santana, conjuntamente com outros trinta e dois municípios, e se vincula à zona de influência de Ipirá, de acordo com a pesquisa REGIC - Regiões de Influência das Cidades.

## Galeria

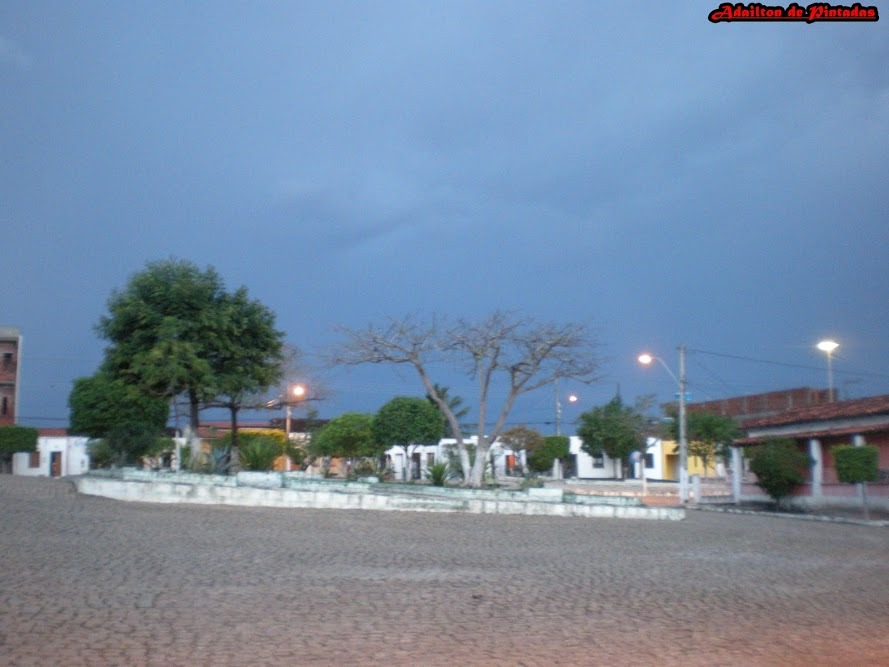
Praça Manoel e Honorato.
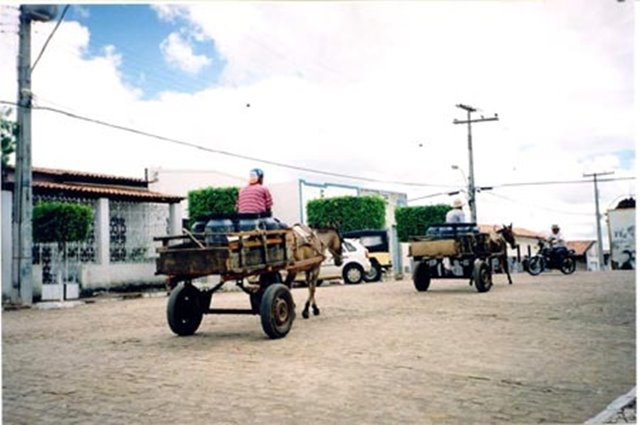
Venda de Leite Bovino.
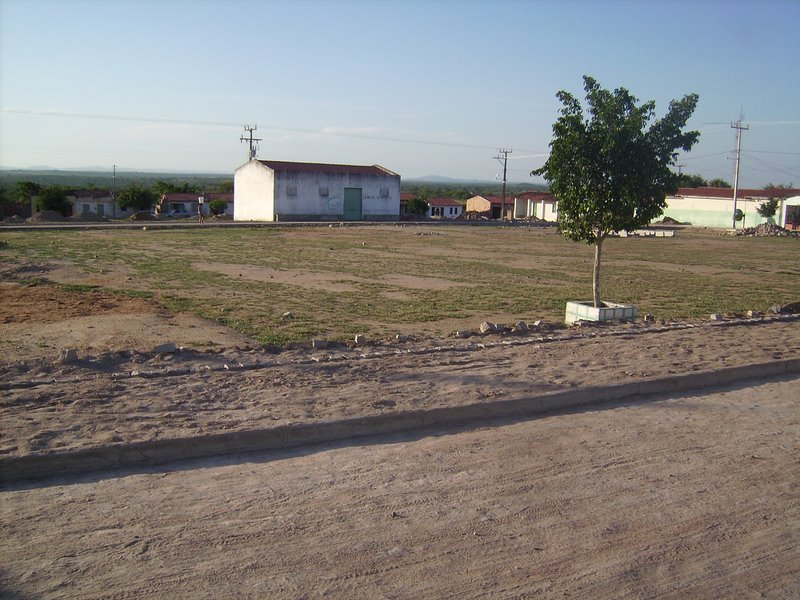
Povoado de Raspador.
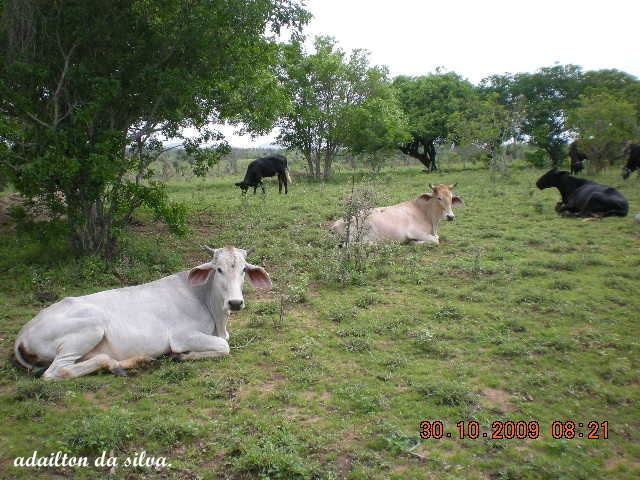
A região tinha muitas vacas pintadas, daí o nome "Pintadas".
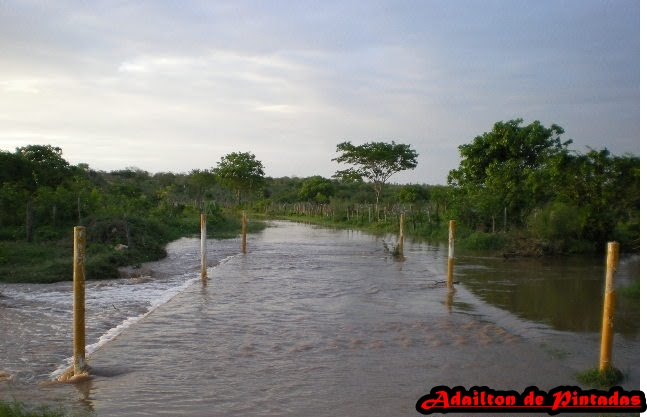
Tradicional Rio do Peixe, saida para comunidade Azedinha e Mairí.